# Géolocaliser l'amour (série télévisée)
Pour les articles homonymes, voir Géolocaliser l'amour.
Géolocaliser l'amour est une série télévisée québécoise écrite par Simon Boulerice, qui en est aussi l'acteur principal, et réalisée par Nicolas Legendre-Duplessis.
La série est l'adaptation du roman par poèmes éponyme de Simon Boulerice, paru en 2016 aux Éditions de Ta Mère. Elle reprend la trame narrative et la structure du roman, mêlant à la fois des éléments biographiques et fictifs.
La série est disponible sur la plateforme ICI TOU.TV depuis le 5 mai 2022, et comprend 1 saison de 10 épisodes.

## Synopsis
Géolocaliser l'amour raconte le désarroi de Simon, trentenaire montréalais, qui s'en remet à des applications de rencontre pour dénicher l'âme sœur. Au fil de ses conquêtes sexuelles, il se perd et s'écartèle aux quatre coins de la ville, y laissant chaque fois un peu de sa dignité.

## Épisodes

### Saison 1
La première saison débute le 5 mai 2022 sur ICI Tou.tv Extra au Canada.
- Épisode 1 - École des arcs-en-ciel : Simon entretient une relation virtuelle avec Félix, un gars qu'il n'a encore jamais rencontré. Alors qu’il est invité à faire la lecture de ses livres dans une école primaire, il ne peut s’empêcher de draguer sur les applications de rencontre.
- Épisode 2 - Hôpital Notre-Dame : «Ghosté» par Félix et hospitalisé à la suite d’une crise de diverticulite, Simon ne veut plus rien savoir des applications de rencontre. Il reçoit la visite de son meilleur ami, Jocelyn, et d’une fan embarrassante.
- Épisode 3 - Gym St-Henri : Simon est remis et veut rencontrer quelqu’un. Son rendez-vous avec Marc-Antoine tourne court lorsque ce dernier lui dit qu’il le trouve moins beau en vrai. L’auteur rejoint Jocelyn pour au gym, mais il n’a toujours pas décroché de Félix. Il caresse l’idée de le retrouver en ayant recours à un détective privé.
- Épisode 4 - Quinze minutes de marche du métro Champ-de-Mars : Simon fait une croix sur l’idée de découvrir qui est Félix. Ayant appris que Simon est invité toute la semaine au Tricheur, Marc-Antoine emprunte le livre Javotte à sa coloc et, charmé par l’humour de l’auteur, le réinvite chez lui. Simon se bat avec sa dignité : y aller ou pas?
- Épisode 5 - Hôtel des Seconds violons : Simon décide de cacher à Jocelyn ce qu’il a subi avec Marc-Antoine. Il se jette dans une sexualité effervescente et s’écartèle plus que jamais aux quatre coins de Montréal. Entre deux plans sexe, il rencontre son agente pour prendre des nouvelles de son audition pour être chroniqueur à Sucré salé.
- Épisode 6 - En direct des Studios Grandé : Invité à l’émission En direct de l’univers, Simon est nerveux à l’idée de ne pas bien chanter. Il est vrai qu’il est meilleur avec les mots qu’avec les notes, comme le lui fait remarquer Camille, photographe non-binaire qui lui tire le portrait lors d’une séance plutôt électrique.
- Épisode 7 - Patrouiller dans le Sud-Ouest : Simon ouvre à Roberto, un policier déniché sur une application qui lui propose un scénario sexuel. La complicité entre eux le propulse dans la stratosphère. Au gym, Jocelyn lui montre une photo de sa nouvelle fréquentation : Marc-Antoine. Simon tombe des nues, mais ravale sa surprise et sa douleur.
- Épisode 8 - Une halte à Trois-Rivières : La relation avec Roberto s’étiole : ce dernier est de plus en plus distant. Il cache quelque chose. Simon est envoyé d’urgence à Trois-Rivières pour animer une dictée. Il fait du tourisme de chambre avec un entraîneur de cheerleading. Un bref instant de répit avant la tempête qui s’annonce…
- Épisode 9 - Les voisins d'en bas : Honteux, Simon est terré chez ses parents, car une photo de lui, fesses nues, circule sur Internet. Qui a pu faire un coup aussi bas? Félix, assurément! Roberto vient lui prêter main-forte : il a trouvé l’adresse où a été diffusée la photo. C’est tout près du Vieux-Port…
- Épisode 10 - Ma chambre : Par amour pour son ami, Jocelyn met un terme illico à sa relation avec Marc-Antoine. Le voile sur l’identité de Félix est enfin levé grâce à l’oncle de Jocelyn: c’est l'heure de la confrontation entre Simon et « Félix ».

## Fiche technique
- Réalisation : Nicolas Legendre-Duplessis
- Idée originale et scénario : Simon Boulerice
- Société de production : V10 Média Inc.
- Productrice : Caroline Gaudette
- Script-éditeur : Vincent Bolduc
- Directeur de la photographie : Benoit Jones-Vallée
- Compositeur de la musique : Maxime Hervé
- Directeur de production : Vincent Martel
- Pays d'origine : Canada
- Langue :  Français
- Durée : 138 minutes
- Nombre de saisons : 1
- Nombre d'épisodes : 10

## Distribution
- Simon Boulerice : Simon Boulerice
- Jocelyn Lebeau : Jocelyn
- Gabriel Lemire : Marc-Antoine
- Luc Senay : Robert
- Josée Deschênes : Louise
- Francis Ducharme : Félix
- Jonathan Gagnon : Jacques
- Lucien Abbondanza-Bergeron : Roberto
- Tommy Joubert : Tommy
- Alex Miron-Dauphin : Camille
- Éric Cabana : Concierge de l'école
- Alexandre Dubois : Olivier
- Séric : Vincent
- Jean-Sébastien Girard : Jean-Sébastien
- Leïla Thibeault-Louchem : Magali
- Rosie-Anne Bérubé-Bernier : Jeanne
- Sharon Ibgui : Anne
- Chrystelle Quintin : Clara
- Lamia Benhacine : Infirmière
- Chantal Baril : Louisette
- Yves Desgagnés: Yves
- Frédérike Bédard : Organisatrice dictée
- Anick Pelisson : Secrétaire école

## Distinctions[6]

### Récompenses
- Festival de la fiction de La Rochelle 2023 : Meilleur format court étranger[7]
- T.O. Web Fest 2023 : Meilleures série LGBTQ+[8]
- Rockie Awards 2023 : Prix francophone : Série de fiction format court[9]
- BUEIFF Web Series 2023 : Meilleur acteur : Simon Boulerice, Meilleur réalisateur
- Rome International Movie Awards 2023 : Meilleure série web, Meilleur duo (Simon Boulerice et Jocelyn Lebeau)
- Baltimore Next Media Web Fest 2023 : Meilleure écriture série dramatique étrangère, Meilleur acteur (drame) - Simon Boulerice, Meilleur contenu LGBTQ[10]
- NYC WebFest 2022 : Meilleur montage

### Nominations
- Prix Gémeaux 2023 : Meilleure émission ou série originale produite pour les médias numériques : dramatique ou comédie - Finaliste
- Prix Gémeaux 2023 : Nicolas Legendre-Duplessis - Meilleure réalisation pour une émission ou série produite pour les médias numériques : dramatique, comédie, jeunesse, magazine, documentaire - Finaliste
- Prix Gémeaux 2023 : Simon Boulerice - Meilleur texte pour une émission ou série produite pour les médias numériques : dramatique, comédie, jeunesse - Finaliste
- Prix Gémeaux 2023 : Gabriel Lemire - Meilleur rôle de soutien dans une émission ou série produite pour les médias numériques : dramatique, comédie, jeunesse - Finaliste
- Prix Numix 2023 : Capsule et Web série - Fiction - Finaliste
- Court d'un soir 2023 : Compétition nationale de séries courtes - Finaliste
- Yorkton Film Festival 2023 : Meilleure série - Finaliste
- L.A. Web Fest 2023 : Meilleure série web, Meilleur acteur de soutien : Jocelyn Lebeau - Finaliste
- Montreal Independant Film Festival 2023 : Meilleure série web - Finaliste
- Indie Series Awards 2023 : Meilleure direction photo, Meilleure bande-originale, Meilleure série internationale - Finaliste